# ロン・サール
ロン・"バンブルフット"・サール（本名：Ronald Jay Blumenthal、1969年9月25日 - ）は、アメリカ合衆国のロックミュージシャン、ギタリスト、ヴォーカリスト、ソングライター。ガンズ・アンド・ローゼズ、サンズ・オブ・アポロ、エイジアなどのメンバーとして、またソロアーティストとして知られる。「バンブルフット」は、サールのニックネーム、または自身のバンド名を表す。

## 来歴
1969年、ニューヨーク・ブルックリンに生まれる。5歳のときにキッスの『地獄の狂獣 キッス・ライヴ（ALIVE!）』を聴いてミュージシャンになる決意をする。6歳になるとギターを習い始め、曲を書くようになり、マルチトラック・レコーディングの技術を習得する。7歳で音楽の勉強を始め、13歳でギターレッスンなど音楽を教える立場になり、その後、いくつかのバンドでライブやレコーディングをする傍ら、20代前半までにニューヨークやニュージャージー州の音楽学校の講師を務めるようになる。2003年からはニューヨーク州立大学パーチェス校において非常勤教授として音楽制作に関する講義を行っている。
1989年、ギター雑誌に送ったデモテープが「シュラプネル・レコーズ」のマイク・ヴァーニーに認められ、1992年、様々なギタリストによる楽曲を集めたオムニバス・アルバム『Ominous Guitarists from the Unknown』に取り上げられる。
1995年、シュラプネル・レコーズからファースト・アルバム『ジ・アドヴェンチャーズ・オブ・バンブルフット』をリリース。以降、多くのリーダー・アルバムを発表する。
2006年、ガンズ・アンド・ローゼズにバケットヘッド（2004年脱退）の後任として加入する。2008年にリリースされたアルバム『チャイニーズ・デモクラシー』の制作に関わり、ワールドツアーにも参加する。2014年脱退。
2009年、リタ・フォードのツアーに参加する。同ツアーには、2002年から「バンブルフット」のメンバーであるデニス・リーフラング（ドラム）も参加。
2011年、ガンズ・アンド・ローゼズのツアーの合間を縫って、長年親交のあったジョン・ヴォッタ（ギター）らとともに「アート・オブ・アナーキー」を結成。ヴォーカルにスコット・ウェイランド（元ストーン・テンプル・パイロッツ、ヴェルヴェット・リヴォルヴァー）を迎えて、2015年、アルバム『アート・オブ・アナーキー』をリリース。2015年12月3日、ウェイランドが死亡。後任にスコット・スタップ（クリード）が加入し、2017年、セカンド・アルバム『ザ・マッドネス』をリリース。2024年、ジェフ・スコット・ソートをヴォーカルに迎えてサード・アルバム『Let There Be Anarchy』をリリース。
2013年、トニー・ハーネル（TNT）が結成した「トニー・ハーネル & ザ・ワイルドフラワーズ」に参加し、アルバム『Tony Harnell & the Wildflowers (featuring Bumblefoot)』を制作。
2017年、デレク・シェリニアン（元ドリーム・シアター他）、マイク・ポートノイ（ドリーム・シアター、ザ・ワイナリー・ドッグス他）、ビリー・シーン（MR. BIG、ザ・ワイナリー・ドッグス他）がそれまで活動していたプロジェクト「PSMS」を発展させる形で結成した「サンズ・オブ・アポロ」に参加する。
2019年4月、エイジアにヴォーカリスト兼ギタリストとして加入したことを発表。同年夏、イエスがメインアクトの「ザ・ロイヤル・アフェアー・ツアー（The Royal Affair Tour）」に出演する。2022年、エイジアの結成40周年記念ツアーの新メンバーとしてマーク・ボニーラの加入が発表され、サールはエイジアから脱退したことが明らかになる。
2023年、マイク・ポートノイのドリーム・シアター復帰に伴いサンズ・オブ・アポロの活動が停止。サールはバンドメイトであるデレク・シェリニアンとサンズ・オブ・アポロの後継的バンドである「フーム・ゴッズ・ディストロイ」を結成。

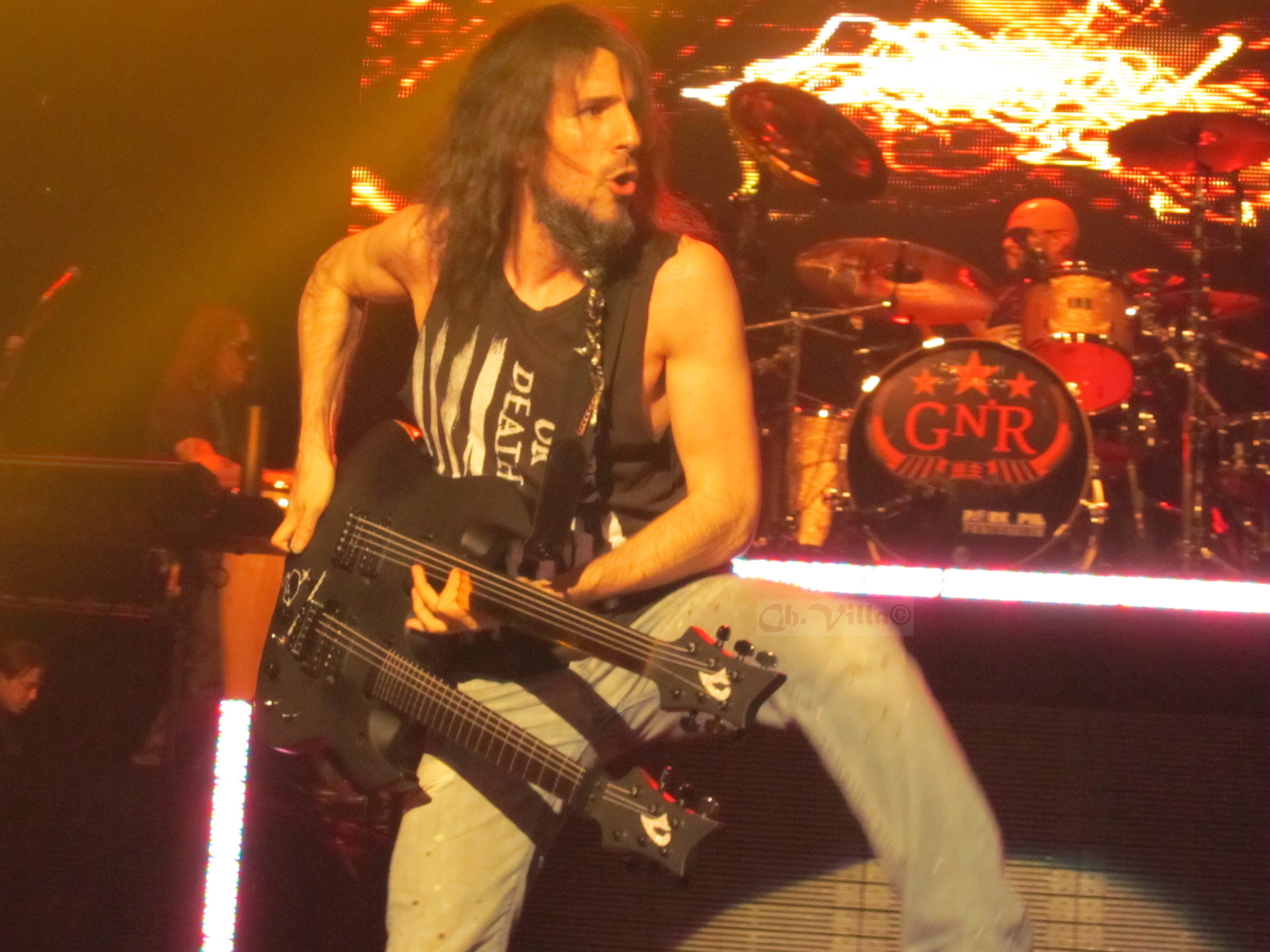
「DoubleBfoot」ギターを弾くロン・サール

サールは、1997年からヴィジェ（Vigier）社とエンドースメント契約を結んでおり、同社が製作した「DoubleBfoot」と名付けられたダブルネック・ギター（上がフレットレス、下が通常のフレット付き）をメインに使用している。また、長年コルト（Cort）社製のアコースティックギターを使用している。

## 「バンブルフット」の由来
「バンブルフット（bumblefoot）」とは、趾瘤症（しりゅうしょう）という、猛禽類の足裏において皮膚が炎症を起こす感染症の一種であり、1993年、サールは当時獣医学校の学生だったガールフレンド（1996年に結婚）の研究を手伝っている際に、趾瘤症を発症した鳥の治療に携わった。「治療法として、痔のクリームを鳥の足に擦り付けて包帯を巻き付けるものだったんだけど、それが凄く滑稽な経験だったので、バンブルフットという名前の奇妙なスーパーヒーローについての曲を書いてみようと思ったんだ」。「バンブルフット」と名付けられた曲は、アルバム『ジ・アドヴェンチャーズ・オブ・バンブルフット』に収録され、自身のバンド名にもなったが、結果的には彼自身を表すニックネームとして定着する。
なお、『ジ・アドヴェンチャーズ・オブ・バンブルフット』の収録曲には、他にも「Orf」（羊痘）、「Scrapie」（スクレイピー：ヒツジやヤギに見られる変性病）、「Blue Tongue」（ブルータング：ウシやシカなどの反芻動物に見られる熱性疾患）など、動物の感染症にちなんだタイトルが付けられている。

## ディスコグラフィ

### ロン・サール名義
- 『ジ・アドヴェンチャーズ・オブ・バンブルフット』- The Adventures of Bumblefoot（1995年）
- 『ハーミット』- Hermit（1997年）

### バンブルフット名義
- Hands（1998年）
- 9.11（2001年）※発売当初のタイトルは『Guitars Suck』
- Uncool（2002年）
- Normal（2005年）
- Abnormal（2008年）
- Barefoot（2008年）※アコースティックセルフカバー集EP
- Little Brother is Watching（2015年）
- Barefoot 2（2020年）※他アーティストの楽曲のアコースティックカバー集EP
- Barefoot 3（2020年）※セルフカバーを含むアコースティックカバー集EP

### ガンズ・アンド・ローゼズ
- 『チャイニーズ・デモクラシー』- Chinese Democracy（2008年）
- 『アペタイト・フォー・デモクラシー』- Appetite for Democracy 3D（2014年） ※ライブ。CD&DVD

### トニー・ハーネル & ザ・ワイルドフラワーズ
- Tony Harnell & the Wildflowers (featuring Bumblefoot)（2013年）

### アート・オブ・アナーキー
- 『アート・オブ・アナーキー』- Art of Anarchy（2015年）
- 『ザ・マッドネス』- The Madness（2017年）
- Let There Be Anarchy（2024年）

### サンズ・オブ・アポロ
- 『サイコティック・シンフォニー』 - Psychotic Symphony（2017年）
- 『ライヴ・ウィズ・ザ・プロヴディフ・サイコティック・シンフォニー』- Live With The Plovdiv Psychotic Symphony（2019年） ※ライブ。CD&DVD
- 『MMXX』- MMXX（2020年）

### フーム・ゴッズ・ディストロイ
- 『インサニウム』- Insanium（2024年）